# Recurvaria
Recurvaria é um gênero de traça pertencente à família Agonoxenidae.